# Fjälkestads församling
Fjälkestads församling var en församling i Lunds stift och i Kristianstads kommun. Församlingen uppgick 2006 i Nosaby församling.

## Administrativ historik
Församlingen har medeltida ursprung. Namnet var tidigt Filkestad församling och mellan 1836 och 1883 Fjelkestad med Råbelövs församling. Församlingen införlivade 1836 Råbelövs församling.
Församlingen var till 1836 moderförsamling i pastoratet Fjälkestad och Råbelöv för att därefter till 1962 utgöra ett eget pastorat. Från 1962 till 1985 annexförsamling i pastoratet Österslöv och Fjälkestad. Från 1985 till 2006 annexförsamling i pastoratet Nosaby, Österslöv och Fjälkestad. Församlingen uppgick 2006 i Nosaby församling.

## Kyrkoherdar
| Ämbetstid | Namn                         | Levnadstid | Övrigt           |
| --------- | ---------------------------- | ---------- | ---------------- |
| 1576–1602 | Hans Andersen                | –1602      | Pastor           |
| 1610–1624 | Anders Jenssön               |            | Pastor           |
| 1644–1655 | Peder Olsen                  | –1655      | Pastor           |
| 1655–1702 | Jens Madszön (Longomontanus) | –1702      | Pastor           |
| 1703–1704 | Andreas Schreill             | –1704      |                  |
| 1705–1713 | Canutus Bergsten             | 1674–1713  |                  |
| 1715–1729 | Per Lundström                | 1686–1729  | Pastor           |
| 1730–1751 | Sven Bang                    | 1692–1751  | Pastor           |
| 1751–1788 | Jakob Lundström              | 1715–1788  | Pastor           |
| 1789–1795 | Nils Peter Gadd              | 1733–1795  | Pastor           |
| 1796–1819 | Carl Gustaf Bjugg            | 1754–1819  | Pastor och prost |
| 1820–1828 | Nils Johan Sundius           | 1761–1828  | Kyrkoherde       |
| 1829–1831 | Lars Lundholm                | 1780–1831  | Pastor           |
| 1832–1855 | Simon Christopher Elg        | 1789–1855  | Pastor och prost |
| 1858–1882 | Johan Ternström              | 1803-1882  |                  |

## Klockare
| Ämbetstid | Namn            | Levnadstid | Övrigt    |
| --------- | --------------- | ---------- | --------- |
| 1730–1754 | Nils Ek         | –1754      | Klockare. |
| 1760–1769 | Segervall       |            | Klockare. |
| 1770–1780 | Lilliedahl      |            | Klockare. |
| 1787–1810 | Sander Högstedt | 1748–1824  | Klockare. |

## Kyrkor
- Fjälkestads kyrka
- Råbelövs kyrka